# Archipiélago de las islas Salomón
Las islas Salomón (en inglés: Solomon Islands) son un archipiélago de Oceanía situado en Melanesia, dentro de la región biogeográfica de Oceanía Cercana. Las islas más occidentales constituyen la región autónoma de Bougainville y pertenecen al estado de Papúa Nueva Guinea, mientras que las demás islas pertenecen al estado homónimo de Islas Salomón. El archipiélago tiene una extensión de 1100 km de largo y 600 km de ancho, y tiene una superficie de tierra total de 40 000 km².

## Historia

### Los primeros pobladores

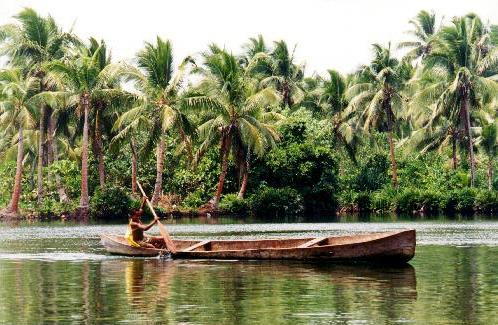
Los papúes fueron los primeros pobladores, seguidos por los austranesios.

La llegada de los primeros humanos a las islas Salomón se produce en el Paleolítico, en torno a los años 28000 a. C. Esta primera ola de colonos provenía de Nueva Guinea y pobló solo las islas más occidentales del archipiélago de las islas Salomón sin llegar a alcanzar la provincia oriental de las islas Santa Cruz, demasiado alejadas del archipiélago principal. Su migración se sitúa dentro de la primera expansión demográfica en el océano Pacífico, que abarca el territorio que desde finales del siglo XX se conoce como Oceanía Cercana. En esa región, la proximidad entre las islas permitió al Homo sapiens navegar de isla en isla sin nunca perder la tierra de vista, por lo que los primeros pobladores de las islas Salomón, al igual que en otras islas de esta parte de Oceanía, son considerados como los primeros navegadores de la historia del hombre.
Sobre el 4000 a. C., una ola de pueblos neolíticos, los austronesios, partió de Asia del sureste y pasando por Nueva Guinea emprendió el poblamiento del Pacífico occidental. Su dominio de la navegación de altura les permitió asentarse en todas las islas Salomón hasta las islas de Santa Cruz antes de seguir expandiéndose hacia el este. Los austronesios, cuya cultura más conocida es la cultura lapita, trajeron nuevas tecnologías agrícolas y marítimas. Los lapita, antepasados de los polinesios, llegaron a las islas Salomón entre 1200 y 800 a. C., procedentes del archipiélago Bismarck. Se han encontrado numerosos restos de sus típicas cerámicas en excavaciones arqueológicas repartidas por todo el país.
La mayoría de las lenguas habladas en las islas Salomón provienen de la segunda migración y por lo tanto son del grupo austronesio, pero aún quedan unas treinta lenguas pre-austronesias que se enmarcan dentro de las lenguas papúas orientales.

### Las exploraciones españolas
En 1567 partió de El Callao una expedición mandada por Álvaro de Mendaña, llevando como capitanes de los barcos a Pedro Sarmiento de Gamboa y a Pedro de Ortega en búsqueda de la Terra Australis Incognita y estudiar las posibilidades de una colonización y explotación de sus recursos. El 7 de febrero de 1568 llegaron a la primera de las islas del archipiélago las dos naves de la expedición, Los Reyes y Todos los Santos. La isla fue bautizada con el nombre de Santa Isabel. Durante seis meses exploraron las islas de Ramos (Malaita), San Jorge (al sur de Santa Isabel), las islas Florecida, Galera, Buenavista, San Dimas, y Guadalupe (grupo de islas Florida o Nggela Sule), Guadalcanal, Sesarga (Savo), islas de San Nicolás, San Jerónimo y Arrecifes (grupo Nueva Georgia), San Marcos (Choiseul), San Cristóbal (Makira), Treguada (Ulawa), Tres Marías (Olu Malua), San Juan (Uki Ni Masi), San Urbán (Rennell), Santa Catalina y Santa Ana.

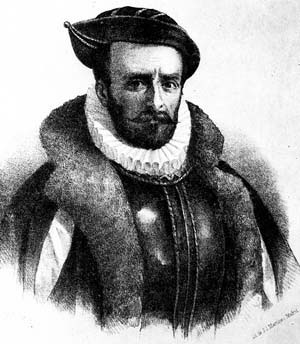
Álvaro de Mendaña, el explorador español que exploró las islas Salomón e intentó su colonización en nombre de la Corona Española.

Los españoles habían oído las leyendas incas que hablaban de unas islas llenas de tesoros y oro, la Tierra de Ofir, donde se encontraban las minas del Rey Salomón. Pese a no haber encontrado oro, las islas fueron bautizadas con el nombre de Islas de Salomón. 
Álvaro de Mendaña intentó preparar una segunda expedición a las Salomón para colonizarlas e impedir que sirvieran de refugio a los piratas ingleses que atacaban a los buques españoles que comerciaban con las Filipinas. Fue el virrey del Perú, García Hurtado de Mendoza, quien autorizó y patrocinó la expedición, aportando los efectivos militares, mientras que el mismo Mendaña convenció a mercaderes y colonos para participar en la empresa. Las naves partieron de El Callao en 1595 y tras descubrir las Islas Marquesas, así nombradas en honor del virrey y marqués de Cañete, y pasar por las Islas Cook y Tuvalu, llegaron a las Islas Santa Cruz, al sur de las Salomón. 
La nave Santa Ysabel se perdió en la isla de Tinakula y finalmente fundaron una colonia en las Islas de Santa Cruz llamada Santa María de Rosas, en la actual provincia de Temotu. Mendaña enfermó de malaria y los colonos entraron en conflicto con los nativos. El 18 de octubre de 1595 murió Mendaña en la isla de Nendö, y nombró a su esposa, Isabel de Barreto, gobernadora de las nuevas tierras descubiertas y almiranta de la flota. Finalmente Barreto decidió al poco tiempo abandonar las islas, y llegó a Manila en febrero de 1596.
Tras estas expediciones los españoles perdieron gran parte de su interés por las islas, que fueron visitadas por ingleses, franceses, austriacos y holandeses. Así por ejemplo los ingleses descubrieron las islas de Rennell y Bellona, que fueron descubiertas por Mathew Boyd de Camberwell, Londres, capitán del mercante Bellona, en 1793.
En 1856 la isla de Sikaiana, entonces conocida como Stewart Islands, ahora en la provincia de Malaita, fue anexionada por el reino de Hawáii, hasta que este pasó a manos de los Estados Unidos.

### La colonización

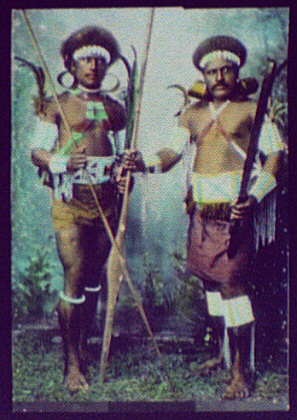
Dos guerreros de las Islas Salomón, fotografiados en 1895. Los nativos mantuvieron sus costumbres y religión hasta bien entrado el.

A mediados del siglo XIX empezaron a llegar misioneros a las islas para intentar convertir a los nativos al cristianismo. Sin embargo, los avances no fueron significativos, en parte debido a que los occidentales secuestraban o se llevaban engañados a los nativos para que trabajaran en las plantaciones de azúcar de las islas Fiyi y de Queensland, en Australia.
Esta trata de esclavos en el Pacífico se conoce como blackbirding, y se estima que entre 1863 y 1904, 62 000 melanesios fueron raptados para ser esclavizados en Australia. A partir de 1880, 13 300 personas fueron llevadas de las Islas Salomón sin que se respetara su derecho a ser devueltas a su país de origen. Esa práctica mermó seriamente la escasa población de unas islas que en 1950 solo contaban con 90 000 habitantes.
En abril de 1885 Alemania estableció un protectorado sobre las Islas Salomón del Norte, mientras que debido a los abusos de los colonos sobre la población nativa y tras un tratado entre Alemania y el Reino Unido firmado en 1886, el Reino Unido estableció un protectorado sobre las Salomón del Sur en 1893, creando el Protectorado Británico de las Islas Salomón. Este protectorado incluía las islas de Guadalcanal, Nueva Georgia, Malaita y San Cristóbal, conocida como Makira. En 1898 el Reino Unido incorporó las islas Santa Cruz, Rennell y Bellona al protectorado.
El 14 de noviembre de 1899, se celebró la Convención Tripartita de Samoa, en la que se reunieron Bartlett Tripp en representación de los Estados Unidos, C. N. E. Eliot, C.B. por el Reino Unido, y Freiherr Speck von Sternberg representando a Alemania, y se acordó dividir Samoa en dos partes, quedándose Alemania con Samoa Occidental. En compensación, Alemania transfirió las islas de Choiseul, Santa Isabel, las Shortland y las islas Otong Java al protectorado británico. Sin embargo Alemania retuvo las islas de Bougainville, Buka y las islas adyacentes, que continuaron bajo dominio alemán junto a Papúa Nueva Guinea, hasta el final de la Primera Guerra Mundial, cuando fueron ocupadas por Australia. La medida se hizo efectiva en 1900. A principio del siglo XX, empresas australianas y británicas empezaron a cultivar grandes plantaciones de cocoteros y palmeras en las islas, que permitieron un lento crecimiento económico del que los nativos poco se beneficiaron.

#### Las misiones cristianas
Unas vez las islas bajo dominio colonial europeo, la implantación del catolicismo a la que se habían negado hasta entonces los isleños pudo ser llevada a cabo. En 1897, las Islas Salomón del Norte, bajo control alemán, fueron puestas bajo la jurisdicción del vicario apostólico de Samoa, Broyer. En 1898 formaron una nueva prefectura bajo la supervisión de Joseph Forestier, quien residía en Kieta, en Boungaiville. La fiebre afectó sobremanera a los misioneros, la mayoría de los cuales murieron tras enfermar.
En las Islas Salomón del Norte se creó el 23 de mayo de 1898, la Prefectura Apostólica de las Islas Salomón del Norte, separada de la Vicaría Apostólica de Nueva Pomerania, actualmente Nueva Bretaña, en el archipiélago Bismarck. Tras la cesión al Reino Unido la misión continuó prosperando y en 1911 la misión contaba con tres iglesias, tres estaciones, diez miembros de la Sociedad de María, cinco hermanos inactivos, siete hermanas de la Tercera Orden de María, dos catequistas samoanos, cinco escuelas católicas con 140 alumnos, dos orfanatos y varios centenares de católicos. La misión pertenecía a la Provincia de Oceanía, cuyo superior residía en Sídney.

### La Segunda Guerra Mundial

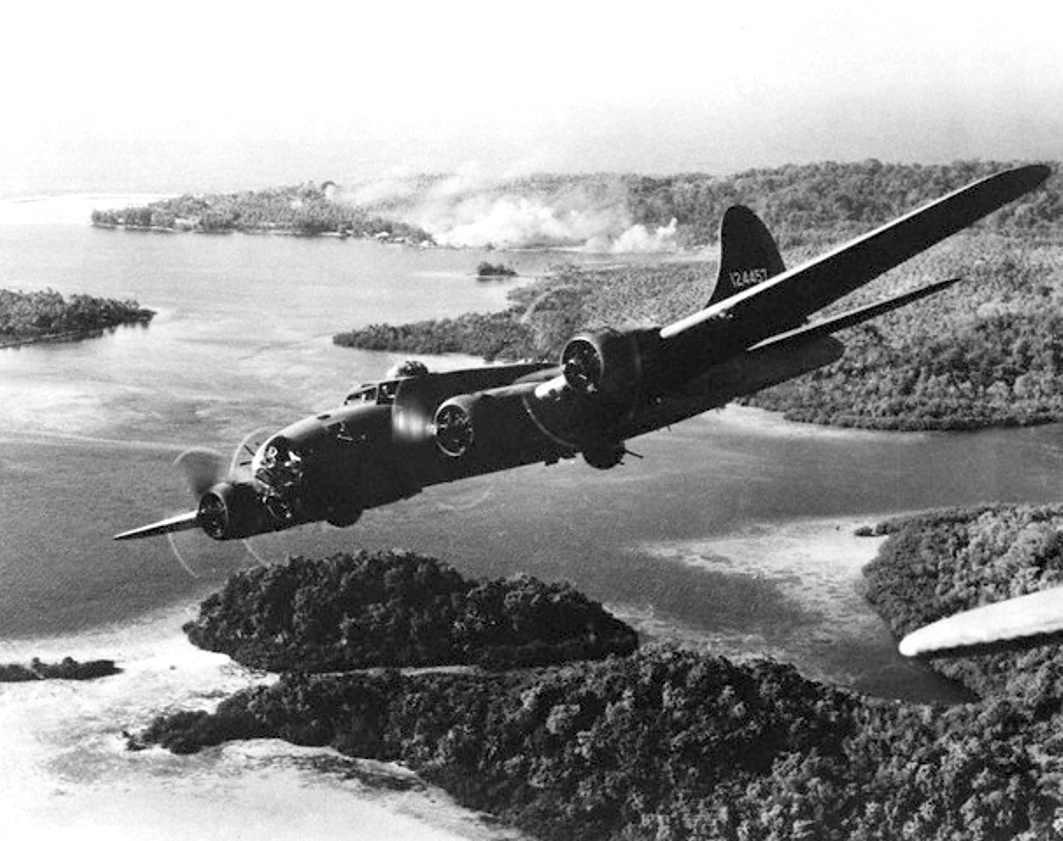
Los aviones estadounidenses bombardearon las posiciones japonesas en las islas.

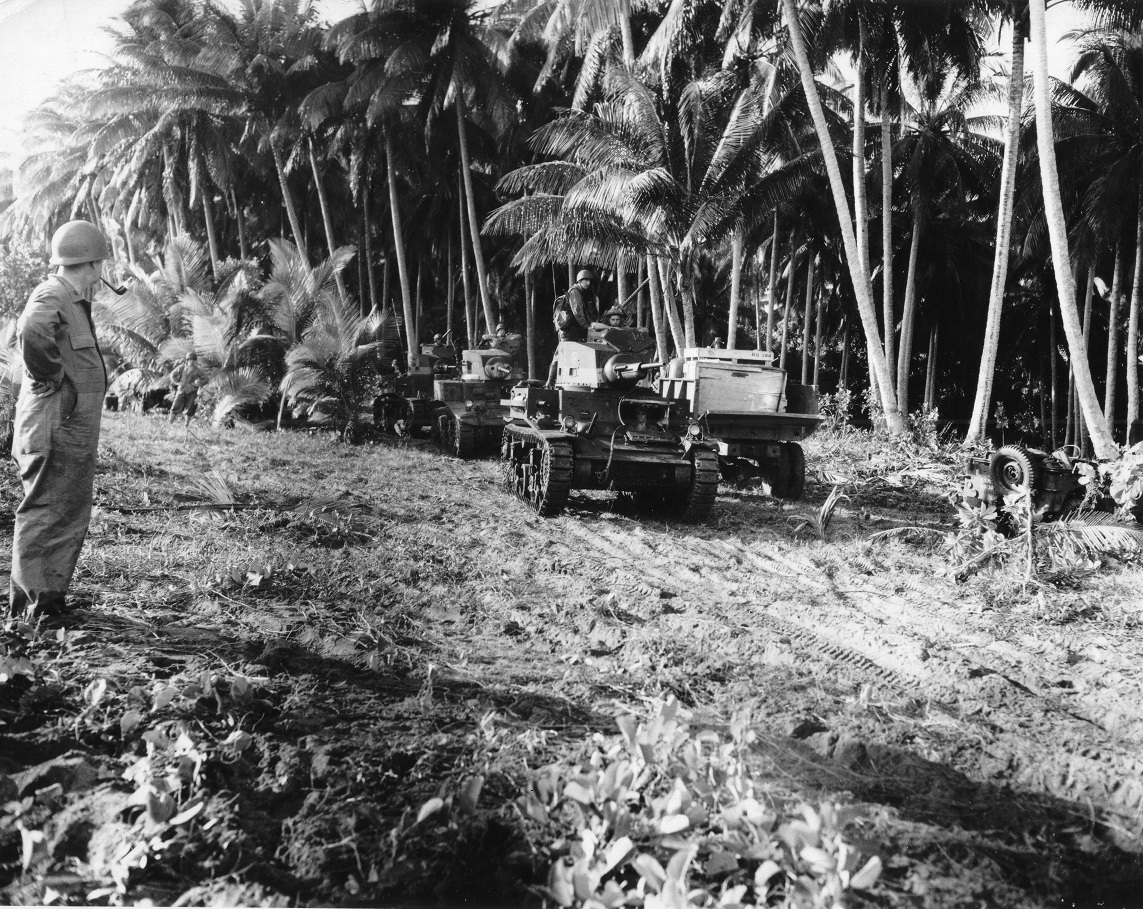
Las tropas estadounidenses tomaron las islas y establecieron su base en Guadalcanal.

Las tropas japonesas ocuparon las Salomón en enero de 1942 estableciéndose en la isla de Tulagi con intención de construir una base para hidroaviones. Los Estados Unidos lideraron el contraataque aliado y en mayo de 1942 se produjo la batalla del Mar del Coral para recuperar Tulagi y en agosto de ese mismo año la 1.ª División del Cuerpo de Marines logró desembarcar en las islas de Guadalcanal y Tulagi tras la batalla de Guadalcanal. Tulagi pasó a formar parte de Purvis Bay, donde se reparaban los barcos japoneses capturados por los estadounidenses, y sirvió de refugio a las embarcaciones estadounidenses en 1942 y 1943. Las Islas Salomón y las áreas cercanas sirvieron de escenario a una de las mayores serie de batallas en la Segunda Guerra Mundial durante casi tres años. La ciudad de Tulagi, que había sido la capital británica de las islas, fue destruida durante los combates y los estadounidenses situaron su base en Honiara, en la isla de Guadalcanal, y que terminaría convirtiéndose en la capital, ya que contaba con las infraestructuras construidas por los estadounidenses.
La Guerra tuvo consecuencias desastrosas sobre la sociedad y economía de las Salomón. Sin ayudas compensatorias la recuperación fue lenta, ya que los combates habían destruido las plantaciones que eran la base de la economía local. La introducción de nuevos materiales y equipos por parte de las tropas cambió radicalmente la forma de vida de los nativos. Tras la guerra se desarrolló el movimiento de Maasina Ruru que promovía el autogobierno de las islas, e instaba a la desobediencia civil y huelgas y protestas masivas en las islas. El nombre del movimiento proviene de la lengua 'Are'are, hablada en las Salomón. Los líderes del movimiento fueron encarcelados en 1948. Sin embargo en la década de 1950 aparecieron nuevos grupos similares, que desaparecieron sin haber conseguido ni el apoyo popular, ni sus objetivos.

#### Papel de los nativos durante el conflicto
Biuku Gasa y Eroni Kumana son dos nativos de las islas que participaron en la Segunda Guerra Mundial como rastreadores. Se hicieron famosos al aparecer en un reportaje de la revista National Geographic como las personas que encontraron a John F. Kennedy y el resto de la tripulación del PT-109 tras el naufragio de esta embarcación. Otro salomoniano destacado fue el Sargento Mayor Jacob C. Vouza, un guardacostas que fue capturado por las tropas japonesas. Vouza no confesó a sus captores ninguna información, a pesar de las torturas a las que fue sometido. Este hecho le comportó recibir varias condecoraciones por su valor y comportamiento, como la Estrella de Plata o la Orden del Imperio Británico.

### Las Salomón independientes

#### El camino hacia la independencia
La estabilidad se recuperó durante la década de 1950. La administración colonial británica que se había vuelto a hacer cargo de las islas tras la Segunda Guerra Mundial, construyó nuevas infraestructuras para el gobierno local. A partir de aquí, los habitantes de la isla, con la experiencia en los asuntos locales, empezaron a participar también en el gobierno central. En 1960, el consejo consultivo de las Salomón fue reemplazado por uno legislativo, al mismo tiempo que se creaba un consejo ejecutivo, que fue ganando autoridad progresivamente.
En 1970 se creó un Consejo de Gobierno, y en 1974 las islas obtuvieron una nueva constitución que proporcionaba a los isleños un primer ministro y un Consejo de Ministros. En 1975 se sustituyó oficialmente el nombre de Protectorado Británico de las Islas Salomón, por el de Islas Salomón. El 2 de enero de 1976, las islas consiguieron el autogobierno, y el 7 de julio de 1978 se alcanzó la plena independencia. En agosto de 1980 se eligió el primer gobierno tras la independencia. Los gobiernos que se sucedieron no fueron capaces de hacer progresar el país. Tras la elección como primer ministro de Bartholomew Ulufa'alu en 1997, la situación empeoró y se alcanzó un estado similar a una guerra civil.

#### La Guerra Civil
A principio de 1999 las tensiones entre los habitantes de Guadalcanal y los emigrantes llegados de la vecina isla de Malaita, desembocaron en violentos enfrentamientos. El Guadalcanal Revolutinary Army (en español, Ejército Revolucionario de Guadalcanal), más tarde conocido como Isatabu Freedom Movement (IFM), que demandaba un gobierno federal para la isla de Guadalcanal y que se cambiara el nombre al de Isatabu, comenzó a realizar acciones terroristas contra los malaitanos que vivían en zonas rurales con la intención de que abandonaran sus casas. Alrededor de 20.000 malaitanos dejaron sus hogares y se trasladaron a la capital o a la isla de Malaita.
Mientras tanto se formó la Malaita Eagle Force (MEF) para defender los intereses de los malaitanos. El gobierno no tuvo más remedio que pedir ayuda al Secretario General de la Commonwealth. El 28 de junio de 1999 se llegó al Acuerdo de Paz de Honiara. Pese a una aparente resolución del conflicto, los problemas se mantuvieron y en junio de 2000 la violencia volvió a estallar violando el acuerdo de paz.
El 5 de junio de 2000, el EMF logró asaltar el parlamento con la ayuda de varios tanques. Una vez en el poder destituyeron al primer ministro Bartholomew Ulufa’alu. El 30 de junio, el Parlamento eligió por un estrecho margen a Manasseh Sogavare como nuevo primer ministro. Sogovare creó una Coalición por la Unión Nacional, la Reconciliación y la Paz, que dispuso un programa de acciones para intentar resolver el problema étnico, mejorar la economía y distribuir los beneficios del desarrollo más equitativamente. Sin embargo, el gobierno de Sogarave fue tremendamente corrupto y sus medidas llevaron a un deterioro de la economía, de la ley y el orden.
El conflicto fue causado principalmente por el acceso a la tierra y otros recursos, y los disturbios y combates se centraron en la capital, Honiara. Las muertes se estimaron en un centenar y unos 30 000 desplazados, principalmente malaitanos. Debido a los combates, la actividad económica en Guadalcanal se vio profundamente afectada.
Los continuos disturbios provocaron un colapso de la economía. Los funcionarios dejaron de percibir su salario y las reuniones del gobierno se debían celebrar en secreto para evitar que los señores de la guerra intervinieran. Las fuerzas de seguridad eran incapaces de restaurar el orden y muchos de los efectivos de seguridad tomaron partido de uno u otro bando.
En julio de 2003, el Gobernador General de las Salomón, con un apoyo unánime del parlamento, pidió ayuda internacional para solucionar el conflicto. El gobierno aprobó una ley para dotar a las tropas internacionales de amplios poderes.
Tras el anuncio del envío de 300 policías y 3000 soldados por parte de Australia, Nueva Zelanda, Fiyi y Papúa Nueva Guinea, el señor de la guerra Harold Keke anunció el 6 de julio de 2003 un alto al fuego. El anuncio se efectuó mediante el envío de un fax firmado al primer ministro Allan Kemakeza. Keke lideraba el Frente de Liberación de Guadalcanal refugiándose en la costa sudoeste de esa isla (Weather Coast). A pesar del cese al fuego, la Solomon Islands Broadcasting Corporation informó el 11 de julio de 2003 del asalto no confirmado de dos aldeas por parte de partidarios de Keke.
A mediados de julio de 2003, el parlamento de Salomón votó unánimemente a favor de la intervención. La fuerza internacional se empezó a reunir en Townsville, para en agosto de 2003 desplazarse a las islas. Las fuerzas de pacificación recibieron el nombre de Regional Assistance Mission to the Solomon Islands (RAMSI) o Operation Helpem Fren. Australia fue el país que más efectivos aportó, conociéndose su contribución como Operación Ánodo, aunque otros países del Pacífico Sur también aportaron efectivos, como Nueva Zelanda, Fiyi y Papúa Nueva Guinea entre otros. Las tropas actuaron como un cuerpo de policía y su responsabilidad era la de restaurar el orden en el país, debido a la inoperancia del cuerpo de policía local (Royal Solomon Islands Police). Las tropas internacionales mejoraron la seguridad de la zona y lograron capturar a Harold Keke en agosto de 2003.
La situación se estabilizó, pero el país afrontó serios problemas económicos, de deforestación y de malaria.

#### Los desastres naturales
En 1992 la isla de Tikopia fue devastada por el ciclón Tia, destruyendo la mayoría de viviendas y arruinando las cosechas. En 1997 el gobierno de las Salomón pidió ayuda internacional a los Estados Unidos y Japón para limpiar los restos de más de 50 naufragios ocurridos durante la Segunda Guerra Mundial y que afectaban al desarrollo de los fondos marinos. En 2002, otro ciclón, el Zoe, arrasó las islas de Tikopia y Anuta, aislando a más de 3000 personas.

## Geografía política
Las principales islas que conforman el archipiélago de las islas Salomón son las siguientes:
- pertenecientes a Papúa Nueva Guinea:

- Bougainville
- Buka

- pertenecientes a Islas Salomón:

- Choiseul
- Guadalcanal, en donde está la capital del país, Honiara;
- Santa Isabel
- Makira
- Malaita
- Rennell
- Bellona
- Islas Florida
- Islas Russell
- Islas Nueva Georgia

Las islas Santa Cruz, aunque políticamente dependen del país de Islas Salomón, se encuentran al norte del archipiélago de las Vanuatu del que se consideran una prolongación geográfica.

## Geografía física
El archipiélago consta de dos cadenas paralelas de islas montañosas formadas por dos plegamientos tectónicos coincidiendo con la zona de subducción de la placa Australiana debajo de la placa Pacífica. Es por lo tanto una región con alta actividad sísmica.
Las islas de mayor tamaño están constituidas por montañas formadas por volcanes, con valles profundos y estrechos. Diseminados entre las grandes islas se encuentran numerosos atolones, como Rennell, Bellona y Ontong Java, e islas de pequeño tamaño.
La vegetación predominante es la selva umbrófila de tierras bajas, pero existen también selvas pantanosas. Las costas de las islas están a menudo bordeadas por arrecifes de coral y manglares. La isla de Guadalcanal es la única en tener una extensa llanura herbácea en el norte del centro de la isla.
El punto culminante del archipiélago es el monte Balbi en la isla de Bougainville, que alcanza 3123 m.

## Clima
El clima es ecuatorial, aunque templado por el océano circundante. La temperatura media es de 27 °C en Guadalcanal, pudiendo subir hasta 29 °C en islas como San Cristóbal. La media de las precipitaciones anuales oscila entre 3000 y 3600 mm, pero el flanco de las islas orientado hacia el este Pacífico es mucho más lluvioso y alcanza una media anual en torno a los 4800 mm. Las islas son frecuentemente barridas por tifones.
Las altas temperaturas de las islas y su alto grado de humedad las convierten en una zona particularmente afectada por el mosquito de la malaria y de la filariasis.

## Ecología
Casi todo el archipiélago (35 900 km²) ha sido identificado por World Wide Fund for Nature como la ecorregión terrestre "Selva de las islas Salomón" (Solomon Islands rain forests, código AA0119), una subdivisión de la ecorregión "Selva de Salomón-Vanuatu-Bismark" (código 016).
El archipiélago se inscribe también dentro de la ecorregión marina, "Mares de Bismark-Salomón" (código 219), que se extiende del extremo sureste del archipiélago de Salomón hasta el extremo noroeste de la península de Doberai, en la provincia indonesia de Papúa Occidental.
Todo el archipiélago de las islas Salomón se encuentra dentro del área denominada Triángulo de Coral, del que constituye el extremo más oriental.